# Un viaje

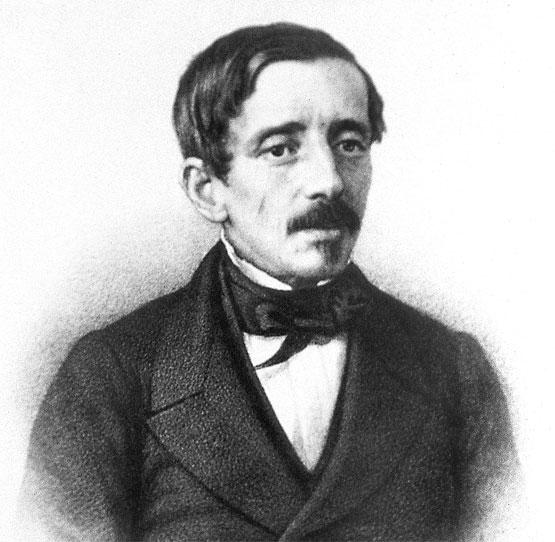
Felipe Pardo y Aliaga.

Un viaje es el título de un artículo de costumbres del escritor peruano Felipe Pardo y Aliaga, que apareció publicado por primera vez en el periódico limeño El espejo de mi tierra en 1840. Es una sátira sobre las maneras antiguas de viajar de los limeños. El protagonista, el “Niño Goyito”, muy bien caracterizado en fondo y forma, ha pasado a ser el equivalente del “niño bien”, o joven engreído de Lima, un biotipo que ha permanecido incólume a través del paso del tiempo.
Este relato ha figurado desde temprano en toda antología de la literatura peruana y en los textos escolares. Popularmente se lo conoce como “El viaje del niño Goyito” o simplemente “El niño Goyito”.

## Análisis literario
Autor: Felipe Pardo y Aliaga (Lima 1806-1868), poeta satírico, dramaturgo, abogado y político peruano.
Lugar: Lima, Perú
Año: 1840.
Género: Narrativo
Especie: Artículo de costumbre
Forma literaria: Prosa.
Figuras literarias:
Principalmente hay:
- Interrogación: Es la figura de que se valen algunos autores para expresar indirectamente la afirmación y para dar más vigor a lo que se dice.

- Polisíndeton: Consiste en repetir una conjunción para darle mayor fuerza a la expresión.

- Anáfora: Consiste en la repetición de la misma palabra al comenzar diferentes oraciones.

- Exclamación: Revela una emoción violenta y se expresa siempre por vocativos. Consiste en irrumpir el hilo del discurso para desahogar el ánimo intensamente agitado.

- Comparación o símil: Establece una comparación entre un objeto, hecho o cualidad, con otros seres muy conocidos.

- Metáfora: Consiste en la sustitución de una palabra por otra con base en su semejanza de significado; esta semejanza es posible porque los dos términos comparten un rasgo semántico común, ya sea la forma, la función, la materia, etc.

Ideas principales: 
1.	Presentación del niño Goyito.
2.	La causa por la que tiene que viajar a Chile.
3.	Se corre la noticia por todo el pueblo y en especial entre la parentela que el niño Goyito iba a viajar.
4.	Se comienzan a hacer todos los preparativos para su viaje, los cuales duran como unos seis meses.
5.	La disyuntiva de que si el buque era seguro o no.
6.	La despedida del niño Goyito, en medio de llantos, y encargos.
Todo se enlaza al viaje del niño Goyito, es como si se pensara en antes y después del viaje del niño Goyito, y no antes y después de Cristo.
Tema:
El viaje que iba a realizar el niño Goyito de Lima a Chile.
Escenario:
Se desarrolla la acción en Lima, ambiente colonial.
Personajes: 
- Don Gregorio o El niño Goyito.
- El profesor.
- El médico.
- Los amigos.
- Un hacendado de Cañete.
- La madre transverberación del Espíritu Santo.
- Sor María en Gracia.
- La madre Salomé.
- Una monjita.
- El padre Florencio de San Pedro.
- El inglés don Jorge
- El catalán pulpero
- Las niñas (las hermanitas de Gregorio).
- El narrador (en tercera persona)

Época:
Escrita durante la época del costumbrismo peruano. La acción se desarrolla en los últimos tiempos de la época virreinal o comienzos de la República. Es decir, se desarrolla en tiempo pasado.
Argumento:
El niño Goyito ha estado recibiendo cartas de Chile durante tres años sobre ciertos negocios interesantes. Aunque tiene 52 años, lo llaman niño Goyito, y así lo llamarán hasta su muerte. 
Después de muchos titubeos, el asunto se decide: viajará. La noticia corre por toda la parentela y se convierte en motivo de conversación y quehaceres. El preparativo dura seis meses. Todos se dividen el trabajo: Los sastres hacen ropas diferentes por cada cambio estacional; un hacendado de Cañete ordena la confección de cigarreras; se encargan los dulces a las madres de un convento; las pastillas, a la madre Salomé, etc. Sin embargo, surge la disyuntiva: de si el buque es seguro o no. Para estar seguros se valen de los informes de un catalán, experto en el asunto, quien luego de hacer las pesquisas, informa que el barco es bueno, con lo que se tranquilizan todos. 
El niño Goyito emprende por fin el viaje tan comentado. En la despedida, lloran las hermanas y también el viajero. Hay, además de llantos, encargos de la gente. Este viaje marcó un hito para la familia del protagonista, como si se tratara de una era universal, pues en el habla cotidiana, todos los acontecimientos se sitúan antes y después del viaje de Goyito.
El narrador finaliza exponiendo que, a diferencia de esa manera antigua de viajar de los abuelos, ahora el asunto es mucho más expeditivo, sin tanto barullo. Y precisamente avisa a sus lectores que dentro de unos días se irá a Chile, siendo su partida “forzosa”, aunque estará de vuelta, asegura, en un par de meses.
Mensaje:
Concebido como una sátira mordaz hacia la sociedad limeña de mediados del siglo XIX, “El Viaje del Niño Goyito” es una crítica hacia la persistencia de las antiguas costumbres y la incapacidad humana de crecer como persona y dejar de ser el "niño".